# السائب بن عثمان بن مظعون
السائب بن عثمان بن مظعون الجمحي (المتوفي سنة 12 هـ) صحابي بدري من السابقين إلى الإسلام، توفي في حروب الردة في معركة اليمامة.

## سيرته
كان السائب بن عثمان بن مظعون بن حبيب بن وهب بن حذافة بن جمح القرشي من السابقين إلى الإسلام، وهو ابن الصحابيين عثمان بن مظعون وخولة بنت حكيم السُلمية. وقد هاجر إلى الحبشة مع أبيه وعمّيه قدامة وعبد الله، ثم لحق بالنبي محمد بعد هجرته إلى يثرب، وآخى النبي محمد بينه وبين حارثة بن سراقة الأنصاري. وشهد مع النبي محمد غزوات بدر وأحد والخندق وباقي المشاهد، وكان فيها من بين الرُماة، كما استعمله النبي محمد على المدينة في غزوة بواط.
بعد وفاة النبي محمد، شارك السائب في حروب الردة، وأصيب في معركة اليمامة سنة 12 هـ بسهم أدى إلى وفاته، وعمره يومها بضع وثلاثون سنة.